# 1662 az irodalomban
Az 1662. év az irodalomban.

## Új művek
- François de La Rochefoucauld: Emlékiratok (Mémoires).
- Molière vígjátéka: Nők iskolája (L'École des femmes).
- Savinien de Cyrano de Bergerac:  Histoire comique des États et Empires du Soleil (előzménye: 1657).[1]

## Halálozások
- január 23. – Kemény János erdélyi fejedelem, önéletírása a korszak fontos történeti forrása (* 1607)
- április 11. – Listi László, (vagy Listius, Liszty, Liszti) magyar költő, író (* 1619)[2]
- augusztus 19. – Blaise Pascal francia matematikus, fizikus, vallásfilozófus, író (* 1623)